# Kachama-Ganjule jezik
Kachama-Ganjule jezik (gatame, gats’ame, get’eme; ISO 639-3: kcx), omotski jezik kojim govore pripadnici istoimenih plemena Kachama i Ganjule. Dijalekt kachama govori se na otoku Gidicho u jezeru Abaya, a ganjule (ganjawle) na zapadnoj obali jezera Chamo u selu Shela-Mela. Treći dijalekt je ganta.
Jedan je od tri istočna ometo jezika, ostala dva su koorete [kqy] i zayse-zergulla ili zaysete [zay]. 

## Vanjske poveznice
- Ethnologue (14th)
- Ethnologue (15th)